# Tramwaje w Talcahuano
Tramwaje w Talcahuano − zlikwidowany system komunikacji tramwajowej w Talcahuano w Chile, działający w latach 1898−1941.

## Historia
Pierwsze plany budowy linii tramwaju konnego powstały w 1872, po wybudowaniu linii kolejowej. Linia wówczas miała prowadzić wzdłuż Av. Colón. Pierwszą linię tramwajową otwarto w 1898. Linia tramwaju konnego połączyła dworzec kolejowy w Talcahuano z miejscowością San Vicente. Linię wybudowała i eksploatowała spółka Empresa San Vicente. W 1910 wybudowano linię wzdłuż Av. España. Sieć tramwaju konnego osiągnęła długość 3 km. Rozstaw szyn wynosił 1000 mm. 4 lipca 1908 otwarto 15 km linię tramwaju elektrycznego z Concepción. Po otwarciu tej linii wybudowano także dwie miejskie linie o łącznej długości 4 km i rozstawie szyn 1435 mm:
- z portu do  Las Salinas
- wzdłuż Calle Bilbao do dworca kolejowego w Arenal

Operatorem sieci tramwajów elektrycznych była spółka Compañía Eléctrica de Concepción. W 1920 tramwajami konnymi przewieziono 397 000 pasażerów. Tramwaje konne w Talcahuano zlikwidowano w 1928, a tramwaje elektryczne 21 listopada 1941. 